# Martial Gène
Pour les articles homonymes, voir Gène (homonymie).
Martial Gène (né le 30 juin 1984 à Baillif en Guadeloupe) est un coureur cycliste français. Il est le cousin de Yohann Gène, qui est également coureur cycliste.

## Biographie
Martial Gène se fait remarquer en 2005, en terminant deuxième d'une étape du Tour de Guadeloupe. L'année suivante, il récidive cette fois sur Tour de la Martinique. Il remporte en 2007 sa première victoire en devenant champion des Caraïbes sur route. En 2008, il remporte ses premières victoires professionnelles lors du Tour de Guadeloupe (2 étapes) et du Tour de la Martinique (1 étape). De plus, il se classe 5e du Tour de Guadeloupe.

## Palmarès
- 2007
  -  Champion des Caraïbes sur route
  - 1re étape du Trophée de la Caraïbe
- 2008
  - 7e étape du Tour de la Martinique
  - 2ea et 8ea étapes du Tour de Guadeloupe
- 2009
  - 7e étape du Tour de la Martinique
  - Tour de Guyane :
    - Classement général
    - 4eb (contre-la-montre), 8ea et 8eb (contre-la-montre) étapes
- 2010
  - 8ea étape du Tour de la Martinique
  - 1re étape du Tour de Marie-Galante
  -  Médaillé de bronze du championnat des Caraïbes du contre-la-montre
- 2011
  - Grand Prix du Nord Basse-Terre :
    - Classement général
    - 3e étape

  - Grand Prix Capès
  - 1re étape du Tour de la Martinique
- 2012
  - Grand Prix des Secrétaires
- 2013
  - 1re étape du Mémorial Paulin Chipotel
- 2015
  - Grand Prix de la ville du Lamentin

## Classements mondiaux
| Année            | 2005   | 2006 | 2007 | 2008 | 2009 | 2010 | 2011 |
| ---------------- | ------ | ---- | ---- | ---- | ---- | ---- | ---- |
| UCI America Tour |        |      |      | 96e  | 247e | 188e | 385e |
| UCI Europe Tour  | 1 037e |      |      |      |      |      |      |